# Thomas Günther (Politiker, 1955)

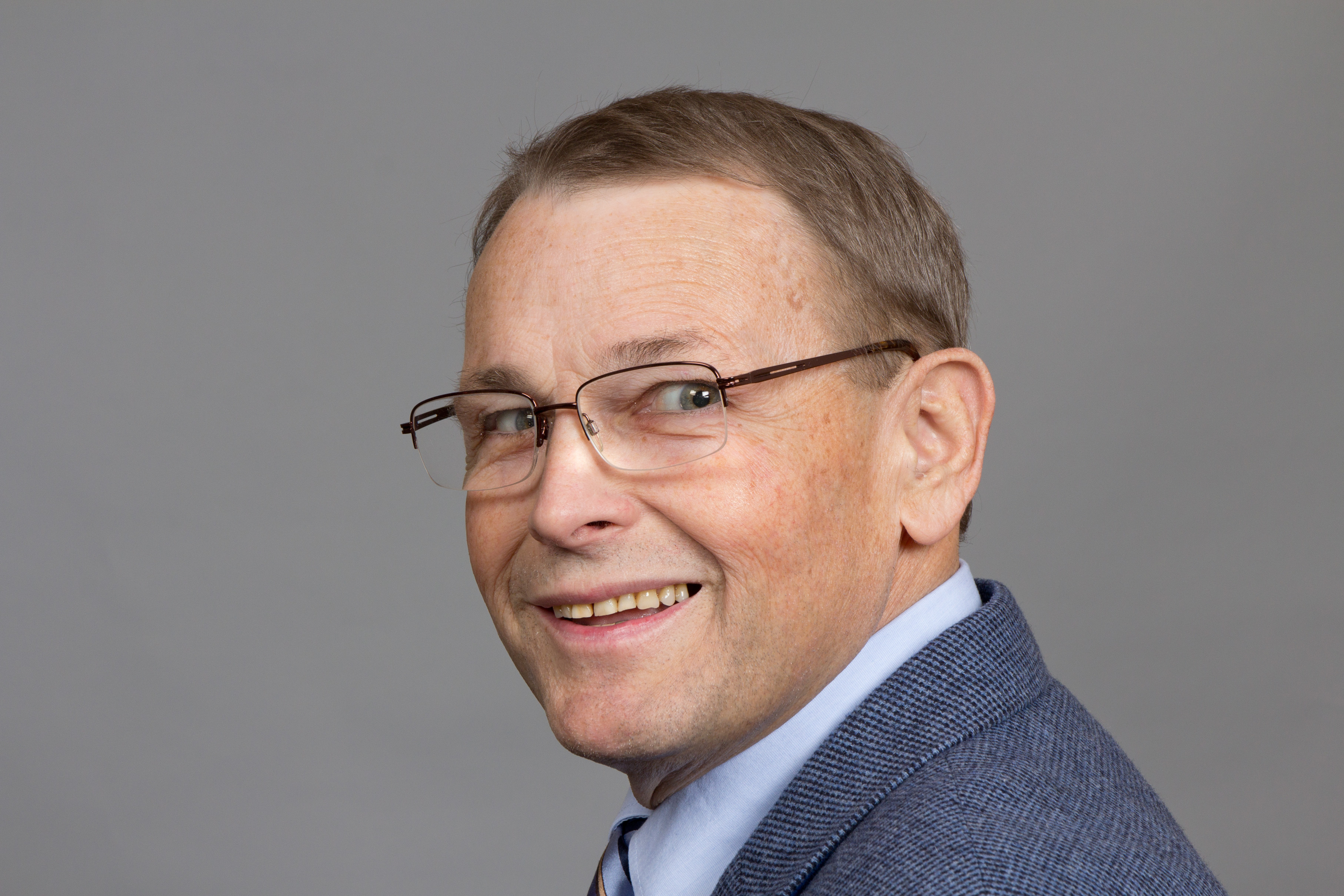
Thomas Günther (2014)

Thomas Günther (* 11. Dezember 1955 in Bad Ems) ist ein deutscher Politiker (parteilos, bis 2020 CDU). Von 2006 bis 2016 war er Abgeordneter im Landtag von Rheinland-Pfalz.

## Ausbildung und Beruf
Thomas Günther wuchs in einem Elternhaus auf, das unter Einfluss der SPD stand. So wählte Günther auch bis 1982 die SPD. Günther besuchte bis 1971 die Volksschule in Nierstein und machte danach bis 1974 eine Ausbildung zum Einzelhandelskaufmann bei der Firma Latscha in Mainz. Von 1975 bis 1976 leistete er seinen Wehrdienst beim Panzerartilleriebataillon 55 in Homberg (Efze). Von 1977 bis 1980 war er Bezirksverkaufsleiter bei der Firma Underberg und von 1980 bis 1982 Bezirksleiter der Firma Mohndruck. Von 1982 bis 2006 war er Gebietsleiter der Firma Wilkinson Sword.

## Politik
Da Thomas Günthers Eltern Anhänger der SPD waren, wurde Günther früh durch die sozialdemokratische Politik geprägt. Nachdem die meisten SPD-Mitglieder gegen den NATO-Doppelbeschluss waren und Helmut Schmidt 1982 durch ein Misstrauensvotum gestürzt wurde, wendete er sich kurz vor der Bundestagswahl 1983 von der SPD ab. 1990 wurde Günther Mitglied der CDU. Von 1990 bis 1999 war er Vorsitzender der CDU Nierstein-Schwabsburg-Dexheim und von 1992 bis 2001 Vorsitzender der CDU Verbandsgemeinde Nierstein-Oppenheim. Von 1994 bis 1999 war er CDU-Fraktionsvorsitzender im Verbandsgemeinderat Nierstein, wo er ab 1999 Ortsbürgermeister und von 2013 bis 2019 Stadtbürgermeister war. Im Jahr 2004 wurde Günther Mitglied des Kreistags in Mainz-Bingen. Nach der Landtagswahl 2006 zog er am 18. Mai 2006 in den Landtag Rheinland-Pfalz ein und war Mitglied im Ausschuss für Europafragen und im Petitionsausschuss. Seit der Landtagswahl 2011 war er Mitglied im Innenausschuss und im Petitionsausschuss. Günther war tourismuspolitischer Sprecher der CDU-Fraktion und Vorsitzender im Arbeitskreis des Gemeinde- und Städtebundes Rheinland-Pfalz für ehrenamtliche Bürgermeister.
Als Stadtbürgermeister versuchte Thomas Günther, geschäftliche Beziehungen zwischen Nierstein und China aufzubauen. Er unternahm deshalb  mehrere Reisen nach China. Ein Internetblogger deckte auf, dass Günther die Im- und Exportfirma „Germany Rhein Building and Trading GmbH“ mitgegründet hatte; zu den weiteren Gründungsgesellschaftern zählten der frühere SPD-Landrat des Kreises Mainz-Bingen, Claus Schick, ein Weinhändler aus Weinolsheim und zwei Chinesen. Günther gab seine 15-Prozent-Beteiligung nach drei Monaten wieder ab.
Im September 2018 erklärte Thomas Günther, dass er bei der Kommunalwahl im Mai 2019 nicht wieder für das Amt des Stadtbürgermeisters kandidieren wolle.
Am 10. Januar 2020 erklärte Günther gegenüber der Geschäftsstelle der CDU Mainz-Bingen seinen Austritt aus der CDU.
Bei der Kommunalwahl 2024 tritt Günther im Landkreis Mainz-Bingen als „Parteiloser“ auf dem dritten Listenplatz der AfD an.

## Persönliches
Günther ist verheiratet und hat drei Kinder. Er ist Fan und Dauerkarteninhaber von Borussia Dortmund.